# Перевёрнутая запятая сверху
Перевёрнутая запятая сверху (◌̒) — диакритический знак, использовавшийся в МФА.

## Использование
В проекте международного алфавита Ф. В. Езерского обозначает придыхание.
Была введёна в МФА в 1949 году для обозначения гласных с придыхательным голосом. В последующих редакциях не упоминалась, в 1976 году для обозначения придыхательного голоса был введён умлаут снизу (◌̤).
Использовалась в алфавите первого ваханского букваря, изданного в 1985 году в Пакистане, в составе букв ā̒, ō̒ и u̒.